# Neboť svět je dutý a já se dotkl nebe
Neboť svět je dutý a já se dotkl nebe (v anglickém originále For the World Is Hollow and I Have Touched the Sky) je osmý díl třetí řady seriálu Star Trek. Premiéra epizody v USA proběhla 8. listopadu 1968, v České republice 6. června 2003.

## Příběh
Hvězdného data 5476.3 hvězdná loď USS Enterprise NCC-1701 vedená kapitánem Jamesem Kirkem nachází ve vesmíru zvláštní asteroid s průměrem 370 km, který je ve skutečnosti vesmírné plavidlo se zastaralým atomovým reaktorem. Současně Dr. Leonard McCoy zjišťuje, že trpí smrtelnou nemocí zvanou xenofolicytémie. Oznamuje kapitánovi, že mu zbývá zhruba rok života.
Když praporčík Pavel Čechov vypočítává kurz asteroidu, posádka zjišťuje, že jde o kolizní kurz s planetou Daran V. Proto se rozhodne kapitán Kirk transportovat spolu s prvním důstojníkem Spockem a Dr. McCoyem pod vnější plášť asteroidu. Zde objevují nehostinnou krajinu, dýchatelnou atmosféru a zvláštní válcovité objekty. Náhle se z válců vynoří stráže pod vedením jedné ženy a výsadek zajmou. Žena se představuje jako Natira, velekněžka svého lidu a vítá členy Enterprise na světě Yonada. Následně je nechává odvézt do útrob asteroidu. Všichni jsou odvedeni do místnosti se symbolem hvězdy, ke které Natira promlouvá jako k všemožnému Oraculu. Záhy promluví mužský hlas a všechny tři členy výsadku omráčí paprskem. Kirk a Spock přicházejí k sobě jako první a Kirk prozrazuje prvnímu důstojníkovi pravdu o zdravotním stavu Dr. McCoye. Všichni tři se pak setkávají se starým mužem, který jim vypráví o jeho cestě do hor i přes zákaz Oracula, kde zjistil, že svět je dutý a on se dotkl nebe. Po celé vyprávění však trpí bolestmi a nakonec umírá. Kirkovi je jasné, že jde o kamufláž na obyvatele Yonady, kteří si mají myslet, že jsou na planetě a nikoliv na vesmírné lodi. Natira projevuje velký zájem o doktora McCoye a chce po něm, aby zůstal na Yonadě, jako její druh. Navzájem se do sebe zamilují. Mezitím při procházce Spock rozpoznává na dveřích do místnosti s Oraculem fabrinské písmo. Fabrinové byli považováni za vymřelou civilizaci a zřejmě toto plavidlo je záchrannou archou, která pluje vesmírem již 10 tisíc let. Při prozkoumávání místnosti zjišťují, že Oraculum se aktivuje až pokleknutím na desku před znakem hvězdy. Náhle vstoupí do místnosti Natira a Kirk se Spockem vyslechnou její žádost pro Oraculum, aby si mohla vzít McCoye za druha. Oraculum souhlasí, pokud sama naučí McCoye všechny potřebné zákony a zvyky a sám McCoy přijme jejich členství. Náhle Oraculum odhalí oba vetřelce a trestá je paprskem.
McCoy později prosí Natiru, aby nevynášela rozsudek smrti nad jeho přáteli, ačkoliv se dopustili svatokrádeže. Natira nakonec souhlasí a McCoy se rozhodne zůstat. Kirk ještě před odchodem upozorňuje doktora, že pokud Yonada nezmění kurz, bude jí muset sestřelit. Vzhledem k tomu, že McCoy si sám dává rok života, vůbec jej to neděsí. Když se později s Natirou vezmou, vrchní kněžka mu ukazuje knihu tvůrců, která má být otevřena až po příletu na místo určení. Mezitím Kirk dostává rozkaz od hvězdné flotily, že Yonada bude sestřelena. McCoy informuje Kirka a Spocka o knize tvůrců, která by mohla mnohé objasnit, ale je znehybněn stejně jako původně stařec mluvící o horách a dutém světě. Na místo se transportují Kirk a Spock a vyjímají, i přes protesty Natiry, zařízení pro tvorbu bolesti. Kirk se snaží přesvědčit i Natiru, ale ta nechápe, proč by jim tvůrci lhali. Snaží se vysvětlit, že jejich tvůrci jim stvořili archu pro záchranu jejich civilizace, ale ta se porouchala a hrozí jí srážka s obydlenou planetou. Oraculum nechápající Natiru uvrhne do bezvědomí a rozhodne se ostatní zabít, protože chtějí knihu vědění. Zatímco v místnosti teplota rapidně stoupá, Kirk nachází knihu a Spock z ní vyčte přístup do řídící místnost za oltářem. Tam také vypne smrtící ohřev místnosti a zjišťuje výpadek jedné z trysek. Vše se daří opravit a vrátit Yonadu na původní kurz. Natira se rozhodne zůstat i když ví, že její svět je vlastně kosmická loď, ale přemlouvá McCoye, aby se vrátil s přáteli na Enterprise. V řídí místnosti Spock dále nachází veškeré záznamy o civilizaci Fabrinů, které obsahují i lékařské záznamy. Pomocí těch se daří i vyléčit McCoyovu nemoc.
Závěrem Kirk dodává, že Yonada dorazí na novou planetu zhruba za 390 dní a pokud by McCoy chtěl potomkům civilizace, která mu zachránila život poděkovat, jistě se Enterprise bude nacházet "někde poblíž".